# Julie Thibaud
Pour les articles homonymes, voir Thibaud.
Julie Thibaud, née le 20 avril 1998 à Niort, est une footballeuse française évoluant au poste de milieu de terrain à Leicester City.

## Carrière

### Carrière en club
Julie Thibaud évolue dans sa jeunesse à l'AS Échiré Saint-Gelais mais elle doit quitter le club à l'âge de 15 ans, le club n'accueillant pas de section féminine. Elle rejoint alors l'ASJ Soyaux-Charente ; elle y réalise ses débuts en première division lors de la saison 2014-2015. Elle s'engage en 2017 aux Girondins de Bordeaux.

### Carrière en sélection
Elle compte six sélections en équipe de France des moins de 19 ans en 2016 (et deux buts marqués).

## Palmarès
Avec la sélection nationale, elle remporte le championnat d'Europe des moins de 19 ans 2016, et atteint la finale du championnat d'Europe des moins de 19 ans 2017.